# Sociale wetenschappen
Sociale wetenschappen worden gevormd door die takken van wetenschap die betrekking hebben op de mens in zijn sociale omgeving.
- In België worden sociale wetenschappen beschouwd als een combinatie van  sociologie en politicologie.
- In Nederland worden sociale wetenschappen wel onderverdeeld in maatschappijwetenschappen en gedragswetenschappen.

## Maatschappijwetenschappen
Maatschappijwetenschappen kan verwijzen naar:
- antropologie - de wetenschap die zich bezighoudt met de bestudering van culturen van westerse en niet-westerse volken in al hun aspecten.
- bedrijfskunde - de wetenschap die zich bezighoudt met de wijze waarop een bedrijf of organisatie functioneert, zowel intern als extern.
- bestuurskunde - de wetenschappelijke discipline die zich bezighoudt met de wijze waarop het openbaar bestuur functioneert, zowel intern als extern.
- economie - wetenschap die zich met menselijke behoeftebevrediging bezighoudt.
- politicologie - de wetenschap die zich bezighoudt met de bestudering van het tot stand komen, het voeren en de effecten van het overheidsbeleid.
- rechtsgeleerdheid - de wetenschap die zich bezighoudt met kennis of studie van het recht.
- sociologie - de wetenschap die zich bezighoudt met de bestudering van het sociaal gedrag en sociaal handelen van de mens in de samenleving.

## Gedragswetenschappen
- communicatiewetenschap - de wetenschap die menselijke communicatie en de effecten daarvan op het gedrag onderzoekt.
- criminologie - de wetenschap die de motieven van misdadigers onderzoekt, de misdaden zelf en het rechtssysteem.
- pedagogiek - de wetenschap die zich bezighoudt met de bestudering van het veranderproces/leerproces binnen een (opvoedings)relatie.
- psychologie - de wetenschappelijke studie van het gedrag en de psychische processen van de mens.

## Overlappingen
Sommige wetenschappen worden deels tot de sociale wetenschappen gerekend, en deels tot andere wetenschappelijke stromingen gerekend.
- geografie (gedeeltelijk exacte wetenschappen) - verzamelnaam voor een aantal meer of minder opzichzelfstaande wetenschappen die studie maken van de ruimtelijke orde die in allerlei fysische en sociale verschijnselen van en op het aardoppervlak valt te onderkennen
- geschiedenis (gedeeltelijk geesteswetenschappen) - de wetenschap die zich bezighoudt met de bestudering van het verleden
- theologie (gedeeltelijk geesteswetenschappen) - wetenschap die de verhouding tussen de mens en God bestudeert

## Middelbare school

### Nederland
Vanaf september 2007 kan men kiezen voor het profielvak Maatschappijwetenschappen in de maatschappijprofielen C&M en E&M.  Karakteristiek voor het nieuwe examenprogramma maatschappijwetenschappen is de concept-contextbenadering. Het programma bevat domeinen rondom de vier hoofdconcepten Vorming, Verandering, Binding en Verhouding. Binnen het programma staan 23 kernconcepten centraal. De (verplichte) contexten voor het havo-programma zijn: "Samenlevingsvormen", "Maatschappelijke verschillen" en "Veiligheid". De (verplichte) contexten voor het vwo-programma zijn: "machtsverhoudingen in de wereld", "natievorming en de rol van de staat" en "de wording van de moderne westerse samenleving".

### Vlaanderen
In het secundair onderwijs, in het tso, bestaat de richting sociale en technische wetenschappen (stw). In deze richting krijgen de leerlingen het vak sociale wetenschappen waarin de mens en zijn gedrag wordt bestudeerd. In het aso, in de richting humane wetenschappen, krijgen leerlingen lessen gedragswetenschappen en cultuurwetenschappen.